# ConnectWise ScreenConnect
Ne doit pas être confondu avec Remote Desktop Protocol.
ConnectWise Control, anciennement Screenconnect, est une application logicielle de bureau à distance (ou assistance à distance).
Ce logiciel permet au service informatique d'une entreprise d'accéder à distance aux ordinateurs de l'entreprise à tout moment et en tout lieu, pour le réparer, via un contrôle à distance sécurisé (partage d'écran). Il offre également la possibilité de réaliser des réunions à distance.
Ce logiciel est auto-hébergé (c'est-à-dire stocké et géré sur le serveur de l'acheteur, plutôt que sur un serveur appartenant à une autre entreprise, ce qui lui offre théoriquement un meilleur contrôle des services et données).
Ce logiciel a été créé et d'abord développé par Elsinore Technologies en 2008 sous le nom de ScreenConnect, mais appartient désormais à ConnectWise Inc.

## Histoire
Elsinore Technologies a développé ScreenConnect en 2008, en tant que module complémentaire à son logiciel RMM IssueNet pour faciliter la fourniture d'une assistance à distance aux utilisateurs finaux.
Elsinore a ensuite commencé à distribuer ce logiciel en tant que produit autonome.

### Acquisition par ConnectWise
En 2015, la société PSA ConnectWise a annoncé, le 11 février, l'acquisition du logiciel ScreenConnect afin d'améliorer les fonctionnalités de contrôle à distance de la dernière version de son logiciel RMM, LabTech.
ScreenConnect, LLC a annoncé que, malgré son acquisition par ConnectWise, elle continuerait à opérer sous son nom d'origine en plus de proposer son logiciel en tant que produit autonome.
Début 2017, ConnectWise a changé le nom de ScreenConnect en ConnectWise Control, affirmant qu'il s'agissait de simplifier son logiciel sous une seule entreprise.
Le 15 mai 2023, ConnectWise Control a été rebaptisé ConnectWise ScreenConnect.

## Produit

### Fonctionnement
Le produit est un logiciel fourni en tant que service (SaaS), hébergé dans le cloud ou d'application serveur auto-hébergée,.
Il permet à l'utilisateur principal d'héberger le logiciel sur ses propres serveurs, PC, machine virtuelle (VM) ou serveur privé virtuel (VPS).
Une fois installée, l'application Web centrale peut être rendue visible à l'intérieur et à l'extérieur du réseau local (LAN).
ConnectWise ScreenConnect dispose d'un protocole propriétaire et expose une structure d'architecture ouverte qui peut être utilisée par les utilisateurs pour implémenter des plugins personnalisés, des scripts ou diverses intégrations.
Un modèle d'utilisation générique est le suivant : un hôte lance une session via l'application Web centrale. Un participant rejoint alors une session en cliquant sur un lien email ou via la page invité de l'application.
Un client sans surveillance peut être créé et déployé sur une machine ciblée sans intervention humaine. L'exécutable est ScreenConnect. ClientService.exe (x86) sur les systèmes d'exploitation Windows et est signé par un certificat CA COMODO RSA Code Signing [Éditeur : ScreenConnect Software].

### Caractéristiques
Les fonctionnalités les plus couramment attendues pour un produit de ce type sont présentes, avec par exemple le redémarrage et la reconnexion, le transfert de fichiers par glisser-déposer, l'enregistrement d'écran, la prise en charge du mode sans échec, plusieurs moniteurs, l'accès en ligne de commande, le wake-on-LAN, la VoIP, le chat et une boîte à outils personnalisée pour un déploiement rapide d'outils de support.
Outre des fonctionnalités facilitant la communication, ConnectWise ScreenConnect offre un contrôle complet sur l'image de marque et la personnalisation de la conception du produit, du logo, des couleurs, des icônes, des chaînes de texte et de la localisation.

### Sécurité
Le logiciel est auto-hébergé, offrant aux utilisateurs la possibilité de contrôler le flux de données derrière leurs propres implémentations de pare-feu et de sécurité.
ConnectWise Control utilise le cryptage AES 256 bits pour regrouper et expédier les données, prend en charge l'authentification à deux facteurs, dispose d'un audit vidéo au niveau du serveur et d'une sécurité granulaire basée sur les rôles. L'authentification basée sur des formulaires et l'authentification Windows sont des méthodes d'authentification facultatives à des fins de sécurité.

### Compatibilité
Hôte (présentateur ou technicien) : peut utiliser les systèmes d'exploitation Mac, Linux, Windows, iOS ou Android. Invité (client ou participant) : peut se connecter depuis Mac, Linux ou Windows. ConnectWise ScreenConnect peut aussi être utilisé pour prendre en charge à distance les appareils Android, avec une vue et un contrôle complets disponibles pour les appareils fabriqués par Samsung.

## Technologie

### Serveur
Le serveur ConnectWise ScreenConnect sur site est auto-hébergé et fonctionne en tant que serveur .NET Framework.
Sous Microsoft Windows, il fonctionne comme un ensemble de services.
En 2015, ConnectWise ScreenConnect a lancé une plate-forme cloud hébergée, offrant un moyen d'utiliser le logiciel ConnectWise ScreenConnect sans aucune installation de serveur local requise.
Le serveur ConnectWise ScreenConnect fonctionne comme un ensemble de quatre services distincts :
1. Le service Web Server est un ASP orienté vers l'extérieur. NET HTTP et sert de portail pour les techniciens et leurs utilisateurs finaux
2. Le service Relay fournit une communication en session vers l'extérieur et fonctionne sur des sockets TCP. La communication est cryptée avec le chiffrement par blocs AES-256.
3. Le service Session Manager fournit un magasin de données pour les services Web Server et Relay. Il est implémenté en tant que service Web WCF SOAP.
4. Le service Security Manager fournit un magasin de données pour les activités liées à la sécurité, notamment l'authentification et l'audit.

### Clients
Les sessions ConnectWise ScreenConnect sont organisées via l'application Web. Une fois que les utilisateurs rejoignent les sessions, un client ConnectWise ScreenConnect est lancé pour se connecter au service Relay. ConnectWise ScreenConnect cible les clients en fonction de l'appareil et du système d'exploitation :
- le client .NET est destiné aux ordinateurs Microsoft Windows; il est activé avec un schéma d'URI personnalisé qui démarre la session à partir d'un gestionnaire installé sur le poste de travail du contrôleur[9] Pour. les utilisateurs finaux rejoignant une session d'assistance, divers programmes d'amorçage peuvent être utilisés, notamment la technologie ClickOnce de Microsoft[10] ;
- le client Java est destiné aux ordinateurs OS X et Linux et est activé avec Java Web Start ;
- le client iOS est destiné aux iPhones et iPads ;
- le client Android est destiné aux téléphones et tablettes Android.

## Modèle de licence
ConnectWise ScreenConnect est un logiciel commercial. Ses licences sont réparties dans un pool et sont disponibles pour tout utilisateur sur n'importe quel poste de travail. Il en existe trois types :
1. une licence unique simultanée qui permet une connexion simultanée par licence ;
2. une licence illimitée autorisant un nombre illimité de sessions simultanées tant que toutes les sessions utilisent le même serveur ;
3. des licences d'entreprise qui offrent des options flexibles pour SaaS, multi-utilisateur ou fonctionnalité personnalisée.

Les types de licences simultanées sont achetés en une seule fois, avec une assistance à vie. Un modèle d'abonnement est utilisé pour les mises à jour, qui sont gratuites pendant la première année après l'achat, après quoi la « licence de mise à jour » doit être renouvelée. Le prix des mises à jour dépend de la date du dernier renouvellement de la licence de mise à jour.

## Mésusages
Le programme sous son ancien nom de ScreenConnect a été utilisé dans des escroqueries frauduleuses au support technique dans lesquelles le fraudeur est capable de prendre le contrôle de l'ordinateur de la victime en téléphonant et en trompant l'utilisateur pour qu'il installe le logiciel et autorise une connexion.
La période d'essai gratuite a été utilisée pour éviter tout coût logiciel lié à cette opération, et des produits similaires tels que TeamViewer, AnyDesk et Ammyy Admin ont également été utilisés pour cette arnaque.
Le groupe de cybercriminels Lockbit est connu pour avoir exploité les vulnérabilités de ScreenConnect.